# راینر سیمون
راینر سیمون (آلمانی: Rainer Simon؛ زادهٔ ۱۱ ژانویهٔ ۱۹۴۱) یک کارگردان، و فیلم‌نامه‌نویس اهل آلمان است. فیلم او زن و غریبه برنده خرس طلایی از جشنواره فیلم برلین شده است.